# Krośnica (potok)
Krośnica – potok, dopływ Dunajca. Spływa głęboką doliną pomiędzy Pieninami a Gorcami. Potok wypływa pod szczytem Lubania w Gorcach na wysokości około 1053 m, uchodzi do Dunajca w Krościenku na wysokości ok. 415 m. Ma długość 12 km i średni spadek 48 m/km. Łączna powierzchnia jego zlewni wynosi 37,4 km². Większą część zlewni tworzą lewobrzeżne dopływy z Gorców. Są to: Glebiorz, Podłazie, Lubański Potok, Czarna Krośnica i Międzygórski Potok. Z większych potoków pienińskich zasilają ją: Hałuszowski Potok, Potoczyny, Biały Potok i Łanny Potok. Krośnica przepływa przez miejscowości: Krośnica, Hałuszowa, Grywałd i Krościenko. Lewym brzegiem rzeki poprowadzona jest droga wojewódzka nr 969.
Wyrzeźbiona we fliszu magurskim dolina Krośnicy oddzielająca Pieniny od Gorców jest pochodzenia denudacyjnego. W latach 1938–1939 prowadzono w niej badania paleontologiczne, podczas których odkryto tutaj pozostałości bogatej flory z przedlodowcowego okresu pliocenu i paleocenu. Dzięki tym badaniom wiemy, że m.in. rosły tutaj wówczas magnolie, tulipanowce i platany. W rzece dawniej licznie występował rak szlachetny i lipienie.
Pod nazwą rzeka Chrostnicza potok wymieniany był w dokumencie z 1348 roku. Na dużej części swojego biegu Krośnica jest hydrotechnicznie uregulowana. Pierwsze prace w tym zakresie wykonano w 1936 r.

## Przypisy

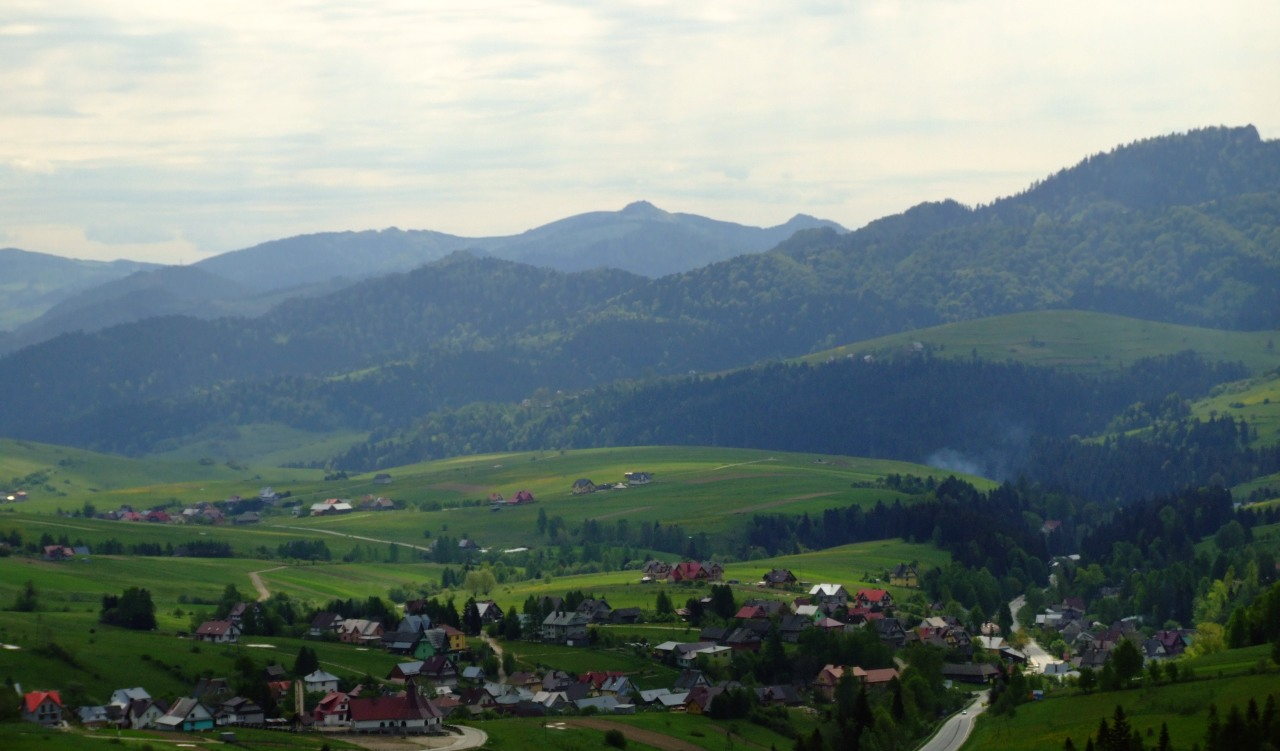
Pieniny, dolina Krośnicy i miejscowość Krośnica. Widok z góry Wdżar